# Rosa, de la (ciruela)
De la Rosa es una variedad cultivar de ciruelo (Prunus domestica), de las denominadas ciruelas europeas, una variedad de ciruela oriunda de la comunidad autónoma de La Rioja, en el municipio de Alcanadre (Comarca de Logroño). Las frutas tienen un tamaño de pequeño a medio, color de piel rojo ciclamen claro, pasando a carmín amoratado, casi negro en maduración completa, y pulpa de color amarillo claro, transparente, semi blanda, de textura jugosa, y sabor dulce, acidulado bajo la piel, refrescante, bueno.

## Historia
'de la Rosa' variedad de ciruela local cuyos orígenes se sitúan en la zona del río Ebro en la comunidad autónoma de La Rioja, en el municipio de Alcanadre (Comarca de Logroño).
'de la Rosa' está cultivada en el banco de germoplasma de cultivos vivos de la Estación experimental Aula Dei de Zaragoza. Está considerada incluida en las variedades locales autóctonas muy antiguas, cuyo cultivo se centraba en comarcas muy definidas, que se caracterizan por su buena adaptación a sus ecosistemas, y podrían tener interés genético en virtud de su características organolepticas y resistencia a enfermedades, con vista a mejorar a otras variedades.

## Características
'de la Rosa' árbol de porte extenso, vigoroso, erguido, muy fértil y resistente. Las flores deben aclararse mucho para que los frutos alcancen un calibre más grueso. Tiene un tiempo de floración que comienza a partir del 16 de abril con el 10% de floración, para el 20 de abril tiene una floración completa (80%), y para el 29 de abril tiene un 90% de caída de pétalos.
'de la Rosa' tiene una talla de tamaño pequeño a medio, de forma elíptico alargada, un poco ventruda, deprimida en las caras laterales, generalmente simétrica, algunos frutos con cuello ligerísimo junto a zona peduncular, presentando sutura visible por formarla una línea continua color rojo o amoratado, superficial excepto junto a cavidad peduncular o en ligerísima depresión en toda su extensión; epidermis con abundante pruina, azulado violácea, no se aprecia pubescencia, siendo el color de la piel rojo ciclamen claro, pasando a carmín amoratado, casi negro en maduración completa, excepto en el último caso que no presenta coloración uniforme, por lo general se oscurece antes la zona pistilar, con frecuencia alrededor de la cavidad peduncular se conserva una pequeña zona amarillo anaranjado o rojo claro, punteado abundante con aureola amoratada, visible solo en las zonas claras; pulpa de color amarillo claro, transparente, semi blanda, de textura jugosa, y sabor dulce, acidulado bajo la piel, refrescante, bueno.
Hueso libre o parcialmente adherido en zona ventral o dorsal, de tamaño pequeño o medio, alargado, estrechándose junto a zona peduncular, con la zona ventral estrecha, surcos bien marcados, caras laterales arenosas, poco esculpidas.
Su tiempo de recogida de cosecha se inicia en su maduración durante la primera decena del mes de julio.

## Usos
La ciruela 'de la Rosa' se comen crudas de fruta fresca en mesa, y también se transforma en mermeladas, almíbar de frutas o compotas para su mejor aprovechamiento.

## Cultivo
Autofértil, es una muy buena variedad polinizadora de todos los demás ciruelos.